# Alexandre Lenfant
Pour les articles homonymes, voir Lenfant.
Alexandre Charles Marie Lenfant (ou Lanfant), né le 5 septembre 1726 à Lyon et mort (exécuté) le 3 septembre 1792 à la prison de l'Abbaye (Paris), était un prêtre jésuite français, prédicateur royal à Vienne (Autriche) et à Versailles.  Comme membre du clergé (la compagnie de Jésus ayant été supprimée) et ayant refusé le serment de fidélité à la constitution civile du clergé, il fut arrêté puis décapité lors des grands massacres de Septembre 1792. 
Béatifié le 17 octobre 1926 par le pape Pie XI (avec les 190 autres évêques, prêtres, religieux et quelques laïcs, victimes de la Révolution française), il est liturgiquement commémoré le 2 septembre.

## Famille
La famille Lenfant d'Aix est distincte de la famille L'enfant d'Anjou bien qu'elle fit falloir le lien avec celle-ci en indiquant que l’un de ses membres aurait vu tous ses biens et titres détruits pendant les guerres de religion. Rien ne vient toutefois établir ce lien.
La filiation connue cette famille remonte à Benoit Lenfant, décédé avant 1603 et son fils Edme Lenfant, natif d'Auxerre, hôtelier qui tenait à Aix dans les premières années du XVIIe siècle l'auberge à l'enseigne de la Ville de Paris ou Le Logis de Paris.
La famille Lenfant est caractéristique de ces familles qui en deux générations ont intégré la haute bourgeoisie et la noblesse provençale. L’ascension des Lenfant figure, de ce point de vue, parmi les plus remarquables de la bourgeoisie aixoise.
Edme Lenfant a notamment quatre fils : Jean, Jean-Louis, Philippe, Simon. L'ainé est rentier du duc de Lesdiguières, Jean-Louis est fermier de l'archevêché mais aussi consul d'Aix en 1661 et acquéreur de l’hôtel particulier des Cormis de Beaurecueil à Aix, Philippe est cuisinier du marquis d'Oraison, son petit fils est Alexandre Lenfant , et Simon est maitre d'hôtel de Louis XIV. Tous leurs enfants entrent comme conseillers au Parlement d'Aix.

## Biographie
Alexandre Lenfant fait ses études secondaires au collège de la Trinité à Lyon avant d'entrer au noviciat d'Avignon de la compagnie de Jésus le 7 septembre 1741. Il enseigne dans les collèges jésuites d'Aix et de Besançon avant de faire ses études de théologie à Lyon (1751-1754) : il est ordonné prêtre à Lyon en 1754.  
Après son ordination, il tient la classe de rhétorique au collège de Marseille. Déjà connu comme bon prédicateur, il se fait particulièrement remarquer par son oraison funèbre en l'honneur de l'archevêque de Marseille, Henri de Belsunce, décédé en juin 1755. Sa renommée augmente d’autant.
Lorsque l'ordre des jésuites est dissous en France (1764), il se réfugie au séminaire de Nancy en Lorraine, où il est souvent invité à prêcher à la cour du roi Stanislas de Pologne, en exil à Lunéville. Tant son oraison funèbre aux funérailles de ce dernier (en février 1766) que son panégyrique à l'occasion de la canonisation de sainte Jeanne de Chantal (17 juillet 1767) émeuvent beaucoup et font forte impression. 
Oncle de la châtelaine de Châtillon-sur-Saône, Madame Claude Urguet de Saint-Ouen, il séjourne chez ses neveux à Bulgnéville de 1768 à 1771. Par la suite, il leur rend fréquemment visite à Lironcourt et Châtillon. Un crucifix en ivoire visible à l'église de Châtillon a été donné par lui.  
Ayant perdu la protection du roi Stanislas, il quitte la Lorraine et se rend à Vienne (Autriche) où il est appelé comme prédicateur à la cour de l’impératrice Marie-Thérèse. Il y reste trois ans avant de revenir à Paris, où il entre à la cour de Louis XVI comme confesseur du roi. 
Il donne les sermons d'Avent (1774) et de Carême (1775) au palais de Versailles. Louis XVI et la reine Marie-Antoinette l'apprécient tellement qu’ils le nomment prédicateur ordinaire du roi. Une  preuve de son succès est que, depuis 1773, il est une des cibles préférées des jansénistes… On dit que Jean-Jacques Rousseau et Denis Diderot se déplaçaient pour l'écouter. Madame du Deffand, la grande sceptique, s'entretenait volontiers avec lui.
À la chute de la monarchie et comme on le soupçonne d'avoir une grande influence sur le roi déchu, il est recherché par les révolutionnaires. La correspondance du père Lenfant illustre dramatiquement la vie des prêtres réfractaires à Paris. À propos de la constitution civile du clergé (1790), il est clair : « plutôt la pauvreté totale et la mort que faire ce serment impie ». Pour éviter ce serment, il refuse de prêcher le carême de 1791 à la Cour. Mécontent de cet affront, le parti révolutionnaire l'accuse, comme confesseur, d'avoir persuadé le roi d'accomplir ses obligations pascales en secret, avec l'assistance d’un prêtre réfractaire. 
Pour soutenir les chrétiens fidèles à l’Église Lenfant reste à Paris, mais il vit de plus en plus dans la clandestinité, changeant fréquemment de logement et de déguisement. Il est malgré tout arrêté et incarcéré à la prison de l'Abbaye, le 30 août 1792. Il s’y trouve en compagnie d’un grand nombre de prêtres réfractaires. Ils devaient être déportés en Guyane (via les pontons de Rochefort). Un prêtre assermenté et député, Simon-Edme Monnel, qui a des contacts avec la Commune de Paris tente de le faire échapper, mais il échoue. Lenfant, avec les autres, est finalement victime de la furie révolutionnaire de septembre 1792.  
Entre le 2 et 5 septembre 1792, 3 évêques, 127 prêtres séculiers, 56 religieux et 5 laïcs sont exécutés là où ils sont détenus, certains à la prison des Carmes, d'autres au séminaire Saint-Firmin ou encore à la prison de l'Abbaye. Parmi eux, les trois jésuites Alexandre Lenfant, Jacques Bonnaud (vicaire général de Lyon) et Guillaume Delfaud (archiprêtre de Périgueux).

## Œuvres
- Sermons du P. Lenfant, jésuite, prédicateur du roi,  8 vol., Paris, 1818.
- Mémoires ou correspondance secrète du P. Lenfant, confesseur du roi, pendant trois années de la Révolution 1790, 1791, 1792, 2 vol., Paris, 1834.

## Béatification
Les religieux sont considérés comme martyrs par l'Église catholique. Lors d'une cérémonie solennelle à Rome, le 17 octobre 1926, les 191 martyrs sont béatifiés par le pape Pie XI. Le décret de béatification identifie les trois Alexandre Lenfant, Jacques Bonnaud et Guillaume Delfaud expressément comme « jésuites » alors que, à strictement parler, la Compagnie de Jésus n’existait plus en 1792, ayant été supprimée en 1773 (et restaurée en 1814).